# Das Filmmonster
Das Filmmonster (auch Monster-Interview) ist ein Sketch des deutschen Humoristen Loriot. Er zeigt ein Interview mit einem Schauspieler, der durch seine Auftritte in Horrorfilmen bekannt wurde. Erst im Laufe des Interviews erkennt die Reporterin, dass sein schreckliches Gesicht keine Maske ist.
Der Sketch ist Teil der dritten Folge der Sendereihe Loriot, die im Mai 1977 im Deutschen Fernsehen ausgestrahlt wurde. 1981 erschien der Text des Sketches erstmals in Buchform. 

## Handlung
Eine Fernsehreporterin interviewt für ein Frauenmagazin den Horrorfilm-Darsteller Vic Dorn, bürgerlich Victor Dornberger, in dessen Haus. Nach Einstiegsfragen zu Dorns Herkunft und seinem Weg zum Film kommt sie auf sein grauenerregendes Gesicht zu sprechen, mit dem er auch immer in seinen Filmen zu sehen ist. Sie hält es für eine Maske und bedankt sich dafür, dass er sie für das Interview angelegt hat. Erst als Dorn irritiert auf ihre Fragen zur Maske reagiert, wird der Reporterin klar, dass es keine Maske, sondern Dorns wirkliches Gesicht ist. Sie kann ihr Entsetzen nur schwer verbergen.
Trotz dieser Irritation setzt sie das Interview zunächst mit den vorbereiteten Fragen fort. So stellt sie Dorn Fragen zu möglichen Beziehungen mit seinen Filmpartnerinnen und dem Grund für sein Junggesellendasein. Auf letztere Frage antwortet Dorn, er sei vielleicht etwas wählerisch. Nach einer Frage zu Dorns Leibgericht diskutieren die beiden über eine mögliche Karriere als Politiker. Er betont, dass sich Politiker und Schauspieler sehr ähnlich seien. So hätten sie zum Beispiel beide eine starke menschliche Ausstrahlung. Am Ende des Interviews fragt die Reporterin Dorn, warum er keine Angebote mehr aus Hollywood bekomme. Dorn antwortet darauf, er sei denen vermutlich zu deutsch. Danach winkt er grinsend in die Kamera.

## Produktion und Veröffentlichung

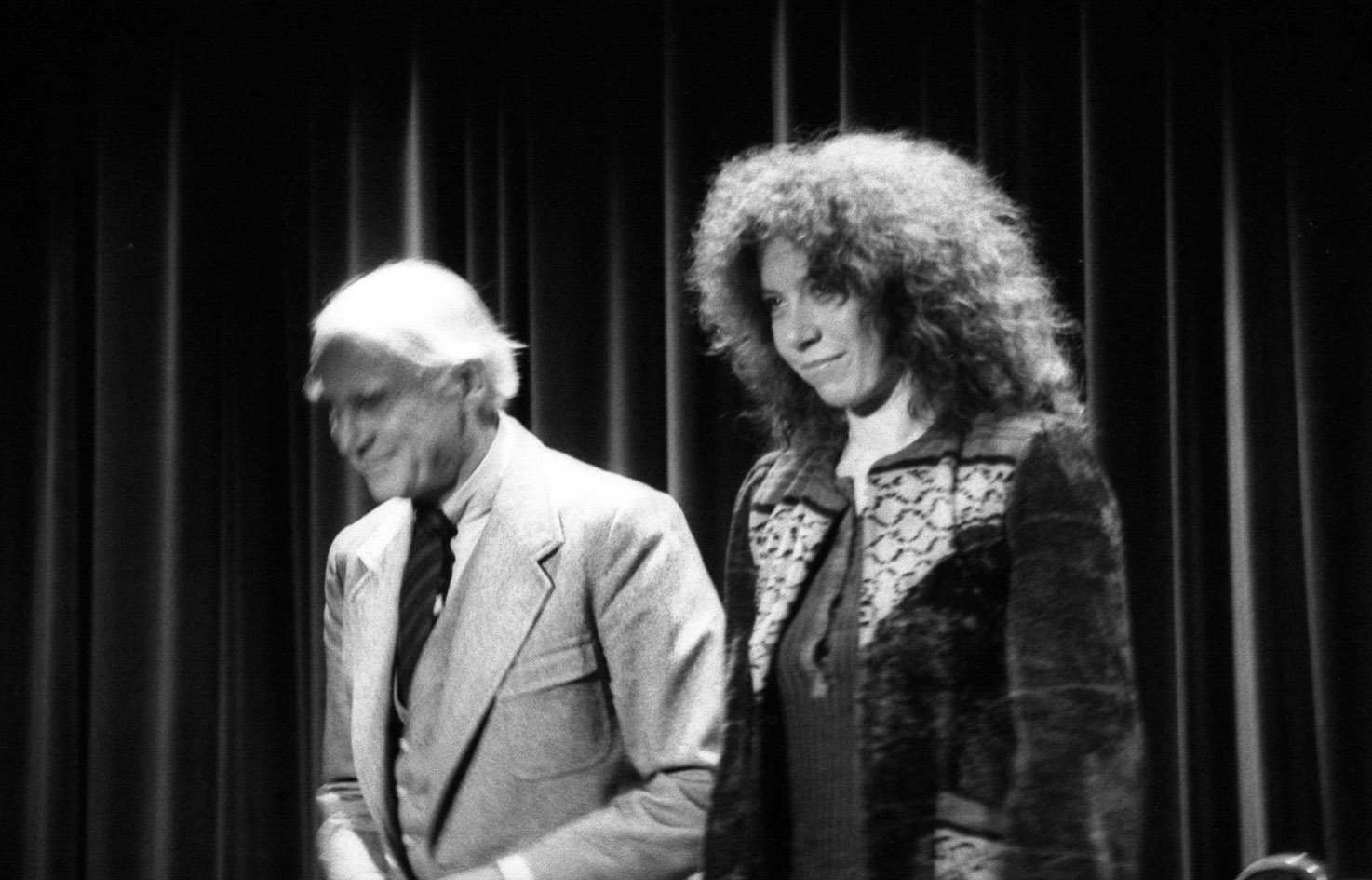
Loriot und Evelyn Hamann während einer Lesung aus Loriots dramatischen Werken, Anfang der 1980er Jahre

Der Sketch entstand für die dritte Folge der Radio-Bremen-Sendereihe Loriot. Sie wurde im Januar 1977 produziert. Loriot übernahm die Rolle des Filmmonsters Vic Dorn, Evelyn Hamann spielte die Reporterin. Für das hässliche Gesicht wurde Loriots Nasenspitze mit Klebeband hochgebunden, um dann mit einer künstlichen Nase überklebt zu werden. Vic Dorns Zähne wurden extra für den Sketch von einem Zahnarzt angefertigt. Wegen der aufwendigen Maske waren für den Dreh des Sketches zwei volle Drehtage eingeplant. Er wurde dann aber innerhalb eines halben Tages abgedreht.
Die Folge wurde am 16. Mai 1977 im Deutschen Fernsehen ausgestrahlt. 1997 ordnete Loriot sein Fernsehwerk neu und machte aus den sechs ursprünglichen Loriot-Folgen mit einer Länge von 45 Minuten vierzehn Folgen mit einer Länge von 25 Minuten. Das Filmmonster ist Teil der vierten Folge »Ruhe bitte« – Intime Blicke in die Fernsehstudios, die am 13. Mai 1997 im Ersten ausgestrahlt wurde. Außerdem war der Sketch im November 1988 in der Sendung Loriots 65. Geburtstag zu sehen.
Der Text erschien 1981 gedruckt in Loriots dramatischen Werken. Darin ist er dem Kapitel Kultur und Fernsehen zugeordnet. Darin fehlt das Ende, bei dem Vic Dorn grinsend in die Kamera winkt. Der Text wurde seitdem in einigen weiteren Sammelbänden von Loriot veröffentlicht.

## Analyse und Einordnung
Das Filmmonster variiert ein Motiv, das Loriot schon 1972 im Sketch Der Astronaut verarbeitete. In diesem Sketch interviewt ein Fernsehmoderator einen vermeintlichen Astronauten, der sich aber als einfacher Verwaltungsinspektor herausstellt. Dennoch hält er an seinen vorbereiteten Fragen fest. Auch beim Filmmonster ändert die Reporterin ihre Fragen zunächst nicht, als sie erkennt, dass Vic Dorn keine Maske trägt. So wirken die Fragen nach den Beziehungen zu Filmpartnerinnen und Dorns Junggesellendasein angesichts seines Aussehens unpassend.
Im Sketch erliegt jedoch nicht nur die Reporterin einem Missverständnis. Auch Vic Dorn hat offenbar eine völlig falsche Vorstellung von seiner Wirkung, wie seine verständnislosen Reaktionen zu Beginn des Interviews auf die Fragen nach der Maske zeigen. Die „starke menschliche Ausstrahlung“, die er als Schauspieler für sich in Anspruch nimmt, stellt er direkt danach durch eine Mischung aus Niesen, Husten und Räuspern infrage. Dass nicht nur sein Aussehen monströs ist, zeigt sein Verhalten, als sich die Reporterin eine Zigarette anzündet. Er zeigt Angst vor der Flamme und versucht auf sie zu schlagen. Ähnlich verhält sich das von Boris Karloff gespielte Monster im Film Frankenstein aus dem Jahr 1931.
Der letzte Kommentar von Vic Dorn, er sei vielleicht zu deutsch, kann laut dem Germanisten Felix Christian Reuter als Verweis auf das deutschlandfeindliche Klischeebild des „hässlichen Deutschen“ verstanden werden. Es sei aber auch möglich, dass es sich um Selbstironie von Loriot handele. Dessen Humor gilt als typisch deutsch und unübersetzbar. Weitere Details des Sketches mit Bezug zu Loriot sind Vic Dorns Vorname sowie seine Aussage, dass seine Mutter unbekannt sei. Loriot hieß eigentlich Viktor bzw. Vicco und seine leibliche Mutter war früh gestorben.

## Bildtonträger
- Loriots Vibliothek. Band 4: Die Steinlaus und andere Katastrophen in Film und Fernsehen. Warner Home Video, Hamburg 1984, VHS Nr. 4.
- Loriot – Sein großes Sketch-Archiv. Warner Home Video, Hamburg 2001, DVD Nr. 1 (als Teil von Loriot 4).
- Loriot – Die vollständige Fernseh-Edition. Warner Home Video, Hamburg 2007, DVD Nr. 3 (als Teil von Loriot III).

## Textveröffentlichungen (Auswahl)
- Loriots dramatische Werke. Diogenes, Zürich 1981, ISBN 3-257-01004-4, S. 282–287.
- Das Frühstücksei. Diogenes, Zürich 2003, ISBN 3-257-02081-3, S. 266–268.
- Gesammelte Prosa. Diogenes, Zürich 2006, ISBN 978-3-257-06481-0, S. 376–378.